# Judith Light
Judith Ellen Light (sinh ngày 9 tháng 2 năm 1949) là nữ diễn viên người Mỹ. Bà tham gia sân khấu kịch từ năm 1970 và bắt đầu được biết tới qua vở A Doll's House năm 1975 của sân khấu Broadway. Bộ phim đầu tiên đưa Light trở thành diễn viên nổi tiếng là One Life to Live (1977 - 1983), trong đó bà vào vai Karen Wolek, cũng với vai diễn này, bà giành được hai giải Daytime Emmy liên tiếp ở hạng mục "Nữ chính xuất sắc nhất trong phim truyền hình". Bà cũng từng đóng vai Angela Bower trong bộ phim sitcom dài tập của đài ABC, Who's the Boss?, phát sóng từ năm 1984 đến 1992.
Từ năm 2002 - 2010, nữ diễn viên vào vai Elizabeth Donnelly trong sê-ri phim phát luật Law &amp; Order: Special Victims Unit (2002–2010, đài NBC). Cũng trong khoảng thời gian này, bà đảm nhận vai Claire Meade trong phim hài Ugly Betty (2006–2010, đài ABC), vai diễn mang về cho bà một đề cử giải Primetime Emmy năm 2007. Từ năm 2013 đến 2014, bà đóng vai phản diện Judith Brown Ryland trong phim truyền hình Dallas. Năm 2014, bà đảm nhận vai Shelly Pfefferman trong Transparent và nhận được đề cử các giải Quả cầu vàng, Primetime Emmy và Critics' Choice. Bà cũng nhận được một đề cử giải Primetime Emmy và Critics' Choice cho vai Marilyn Miglin trong phim The Assassination of Gianni Versace: American Crime Story năm 2018. Năm 2019, bà được nhận một ngôi sao trên Đại lộ Danh vọng Hollywood.

## Thời thơ ấu
Light sinh ra trong một gia đình gốc Do Thái tại Trenton, New Jersey. Mẹ bà là Pearl Sue (họ gốc: Hollander), làm nghề người mẫu, cha bà là Sidney Light, làm kế toán. Bà tốt nghiệp trung học phổ thông năm 1966.
Bà theo học trường Carnegie Mellon University và tốt nghiệp bằng cử nhân khoa sân khấu nghệ thuật.
Bà chia sẻ rằng lớp học của mình có 15 sinh viên, học trong bốn năm, và rằng "đây là quãng thời gian học tập rất nghiêm túc, tôi cảm ơn Chúa vì đó là một khóa học tuyệt vời".

## Danh sách phim

### Điện ảnh
| Năm  | Tên                                     | Vai                       | Ghi chú       |
| ---- | --------------------------------------- | ------------------------- | ------------- |
| 1978 | Rush It                                 | Catherine's friend        |               |
| 1996 | Paul Monette: The Brink of Summer's End | Herself                   |               |
| 1996 | A Step Toward Tomorrow                  | Anna Lerner               |               |
| 2000 | Joseph: King of Dreams                  | Zuleika                   | Lồng tiếng    |
| 2005 | Ira & Abby                              | Arlene Black              |               |
| 2006 | A Broken Sole                           | Hilary                    |               |
| 2007 | Save Me                                 | Gayle                     | Đồng sản xuất |
| 2012 | Rhymes with Banana                      | Herself                   |               |
| 2012 | Scrooge & Marley                        | Narrator                  |               |
| 2014 | Last Weekend                            | Veronika Goss             |               |
| 2015 | We'll Never Have Paris                  | Jean                      |               |
| 2015 | Digging for Fire                        | Grandma                   |               |
| 2018 | Ms. White Light                         | Val                       |               |
| 2018 | Hot Air                                 | Judith Montefiore-Salters |               |
| 2019 | Before You Know It                      | Sherrell Ghearhardt       |               |
| 2021 | The Same Storm                          | Shirlee Salt              |               |
| 2021 | Tick, Tick... Boom!                     | Rosa Stevens              |               |
| 2022 | The Menu                                | Anne                      | Hậu kỳ        |
| TBA  | Down Low                                |                           | Hậu kỳ        |
| TBA  | The Young Wife                          |                           | Đang sản xuất |